# I Had a Dream, Joe
I Had a Dream, Joe – drugi z dwóch singli z albumu Henry’s Dream, wydany w roku 1992. 
Singel nie odnotowany przez All Music Guide.
Na płycie zawarto następujące nagrania:
1. I Had a Dream, Joe
2. The Carny (live)
3. The Mercy Seat (live)
4. The Ship Song (live)

Utwory live zostały zarejestrowane podczas występu w Paradiso, Amsterdam, 2 i 3 czerwca 1992